# Францисканский монастырь (Кошлюн)
Францисканский монастырь Кошлюна (хорв. Franjevački samostan Košljun) — католический францисканский монастырь в Хорватии на небольшом островке Кошлюн, расположенном в бухте острова Крк рядом с посёлком Пунат. Основан в 1447 году. Монастырь — единственное строение на Кошлюне, а живущие в нём несколько монахов — единственные постоянные жители острова.

## История
В XII веке на острове было основано бенедиктинское аббатство, монахи которого служили по глаголическому обряду. Современная церковь монастыря построена на фундаменте бенедиктинской церкви XII века. К XV веку аббатство оказалось заброшенным и по инициативе владельцев острова, графов Мартина и Ивана Франкопанов, папа Николай V в 1447 году передал его общине францисканцев.
Францисканцы восстановили и перестроили строения аббатства. Выстроенная ими монастырская церковь была освящена во имя Благовещения. Здания монастыря не перестраивались с XVI века, что позволило обители сохранить аутентичный средневековый облик.

## Современное состояние
Главной монастырской достопримечательностью является хорошо сохранившаяся церковь второй половины XV века. В интерьере выделяется главный алтарь, украшенный полиптихом авторства Джироламо да Сантакроче. Над алтарём находится занимающая всю алтарную стену фреска «Рай, чистилище и ад» работы Франческо Угетты (1653 г.). Шесть боковых алтарей содержат образы св. Франциска и пяти других святых францисканского ордена. Старинный орган не сохранился, современный сделан в 1908 году в Любляне.
На острове находятся три старинные небольшие часовни: часовня Рождества, впервые упомянутая в 1651 году; часовня Святого Креста (1589 г.) и часовня Святого Франциска (1654 г.). В часовне Святого Креста хранится старинное распятие, почитаемое верующими чудотворным.
Большую историческую и культурную ценность представляет монастырская библиотека, насчитывающая более 30 000 книг, среди которых старинные инкунабулы, атласы XVI века и книги на глаголице. При монастыре функционируют три небольших музея: археологический, этнографический и музей религиозного искусства.
Кошлюнский монастырь — действующий францисканский монастырь, открыт для посещения туристами. Монастырь окружён парком. На острове имеется причал, где пристают туристические лодки, перевозящие посетителей из Пуната. Рядом с причалом на морском берегу установлен памятник «Св. Франциск и волк», иллюстрирующий предание об укрощении волка св. Франциском Ассизским.